# Henri-Joseph Nerinckx
Henricus Josephus (Henri-Joseph) Nerinckx (Halle, 22 november 1771 - 17 maart 1827) was een Zuid-Nederlands politicus en postmeester.

## Levensloop
Hij werd geboren als zoon van Philippus Josephus Nerinckx en Barbara Josephine Deleeman. Hij was getrouwd met Marie Thérèse van Cutsem.
Beroepsmatig was hij postmeester van Halle. Na zijn dood nam zijn vrouw deze taak op zich.
Van 1808 tot 1814 was Nerinckx burgemeester van Halle. Hij ontving op 21 september 1811 de Franse keizer Napoleon Bonaparte en diens echtgenote Marie Louise toen deze op doorreis waren van Zinnik naar Brussel.
Hij was de vader van Emile Nerinckx en grootvader van Charles Nerinckx die beiden later ook burgemeester van Halle zouden worden.